# Megastigmus fieldingi
Megastigmus fieldingi är en stekelart som beskrevs av Girault 1915. Megastigmus fieldingi ingår i släktet Megastigmus och familjen gallglanssteklar. Inga underarter finns listade i Catalogue of Life.